# 驅蟲大王
驅蟲大王（英文名稱：Bug Scare, 德文名稱：Biest-Scheuche）是由Dr. Christian Beha 於在1976年8月於德國法蘭克福生產的驅蟲器。是全球其中一個驅蟲產品的主要品牌。